# Otto Lubarsch

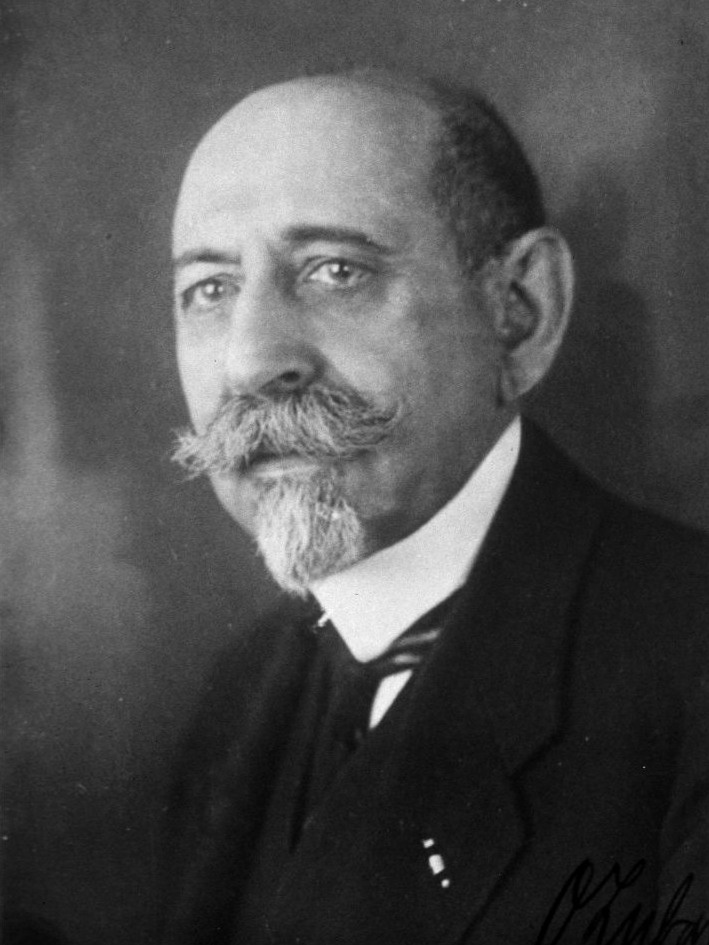
Otto Lubarsch, vor 1930

Otto Lubarsch (* 4. Januar 1860 in Berlin; † 1. April 1933 ebenda) war ein deutscher Pathologe.

## Leben
Der Sohn eines jüdischen Getreidehändlers und Bankdirektors studierte Philosophie, Naturwissenschaften und Medizin an der Universität Leipzig, der Ruprecht-Karls-Universität Heidelberg, der Universität Jena, der Friedrich-Wilhelms-Universität Berlin, dann wieder in Heidelberg und zuletzt an der Kaiser-Wilhelms-Universität Straßburg. Im Sommersemester 1880 wurde er Mitglied der Burschenschaft Allemannia Heidelberg. Max Weber wurde sein Leibfuchs. Als er zum Sommersemester 1881 nach Jena wechselte, nahm ihn die antisemitisch gesinnte Kartellburschenschaft Teutonia Jena nur äußerst widerwillig auf. Zum Ende des Semesters legte man Lubarsch nahe, Jena wieder zu verlassen und das Band der Teutonia abzulegen, was er auch tat. 1883 promovierte er in Straßburg zum Dr. med.
Zwischen 1885 und 1899 war er Assistent, zunächst am Physiologischen Institut bei Hugo Kronecker in Bern, dann an den Pathologischen Instituten in Gießen, Breslau und Zürich, wo er 1890 Privatdozent wurde. 1894 wurde er außerordentlicher Professor für Anatomie und Pathologie in Rostock. 1899 übernahm er die Leitung der Pathologisch-Anatomischen Abteilung am Hygienischen Institut in Posen. Daneben war er im WS 1903/04 Lehrbeauftragter für Medizin an der Königlichen Akademie zu Posen. 1905 wurde er Direktor des Instituts für Pathologie und Bakteriologie in Zwickau. Zwei Jahre später erhielt Lubarsch eine o. Professur an der neuen Medizinischen Akademie zu Düsseldorf. 1913 wechselte er auf den Lehrstuhl der Christian-Albrechts-Universität zu Kiel. Von 1917 bis 1928 war er als Nachfolger von Johannes Orth schließlich als Leiter des von Rudolf Virchow gegründeten Pathologischen Instituts und Inhaber des Lehrstuhls für Pathologie an der Charité in Berlin tätig. Ebenfalls als Nachfolger von Orth übernahm er gemeinsam mit David Paul von Hansemann die Herausgabe der medizinischen Fachzeitschrift Virchows Archiv und leitete diese nach von Hansemanns Tod 1920 allein. Mit Friedrich Henke (1868–1943) war er Herausgeber des Handbuchs Henke-Lubarsch Handbuch der Speziellen Pathologischen Anatomie und Histologie (12 Bde., 1924–1952). Die Planung von Henke begann schon 1912. Bis 1931 war Otto Lubarsch Herausgeber, dann bis 1955 Robert Rössle und danach Erwin Uehlinger. Mit dem Veterinär Robert von Ostertag gründete er 1896 die Zeitschrift Ergebnisse der allgemeinen Pathologie und pathologischen Anatomie der Menschen und der Tiere. Zu seinen Schülern gehörten der jüdische Bakteriologe und Pathologe Max Kuczynski sowie der spätere Nobelpreisträger Werner Forßmann.
Im Jahr 1932 wurde Lubarsch zum Mitglied der Leopoldina gewählt.

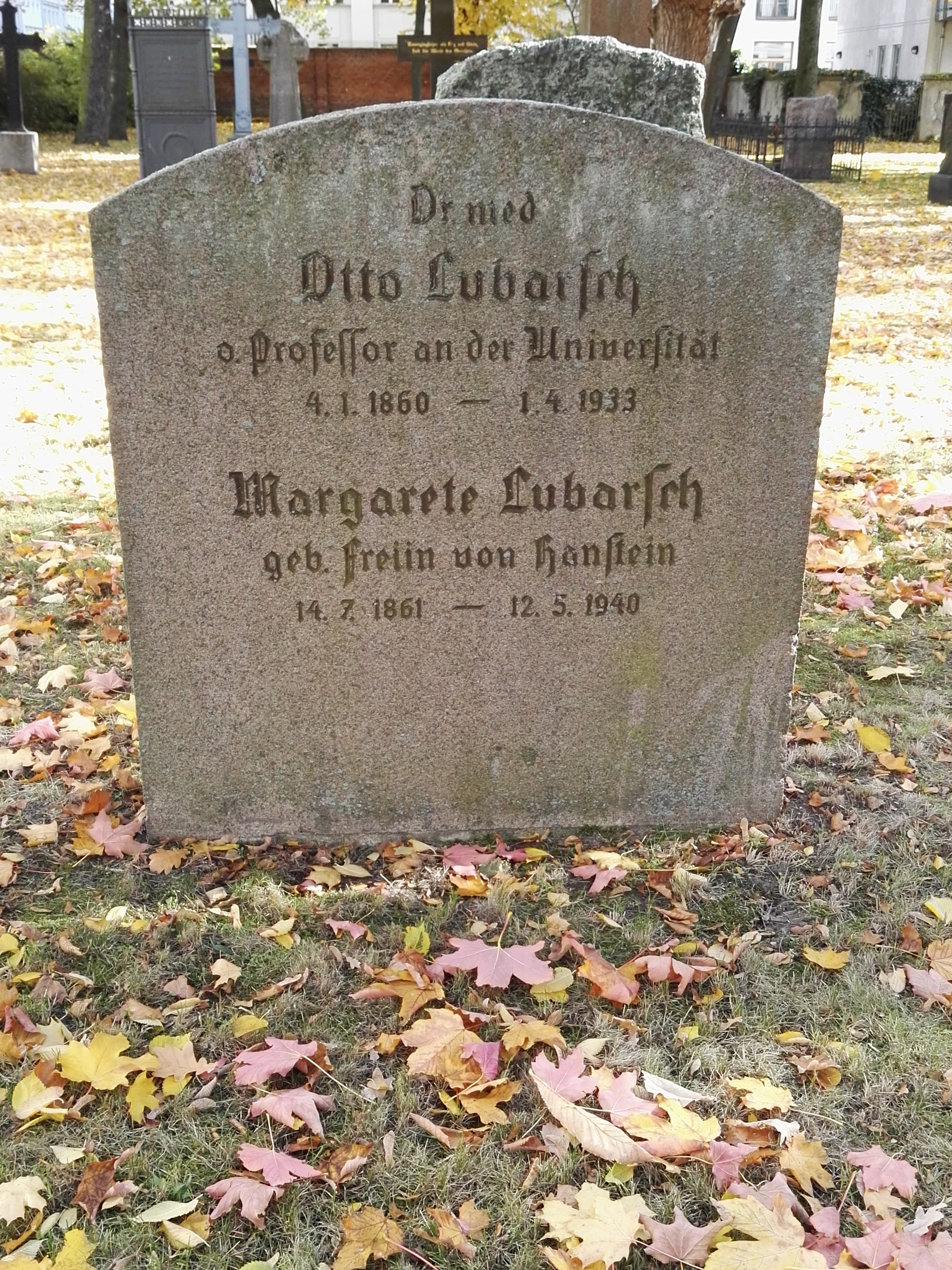
Grabstätte

Otto Lubarsch erlag am 1. April 1933 im Alter von 73 Jahren in Berlin einem Herzinfarkt. Die Beisetzung erfolgte auf dem dortigen Alten Garnisonfriedhof. Seine letzte Ruhestätte, markiert durch eine einfache Granitstele, zählt zu den etwa 180 erhaltenen Grabstätten auf dem Friedhof.

## Medizinische Forschung

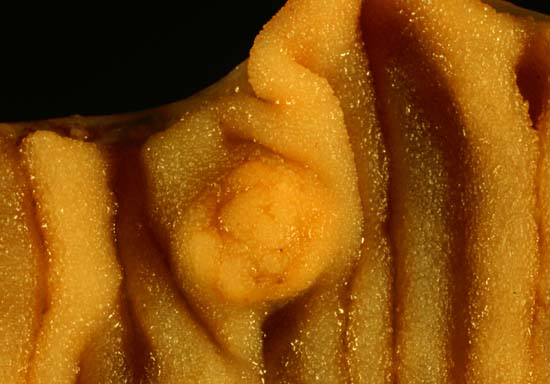
Karzinoid in der Wand des Dünndarms

Otto Lubarsch beschäftigte sich mit verschiedenen Fragestellungen der Anatomie, Pathologie und Histologie. Dabei fokussierte er sich auf die Untersuchung von Geschwüren und Tumoren und war 1888 nach Theodor Langhans einer der ersten, der eine detaillierte Beschreibung von Karzinoiden des Dünndarms anhand von Beschreibungen der Tumore bei zwei Patienten vorlegte.
Nach Lubarsch sind die Lubarsch-Inseln und das Lubarsch-Pick-Syndrom benannt.

## Politische Tätigkeit
Als Protestant jüdischer Herkunft engagierte Lubarsch sich im Alldeutschen Verband und in der Deutschnationalen Volkspartei. 1926 wurde er Vorsitzender des „Reichsausschusses Deutschnationaler Hochschullehrer“. Dementsprechend profilierte Lubarsch sich als militanter Gegner der Weimarer Republik, die er als „Zeit der Parteiengewaltherrschaft“ charakterisierte. Sein Schüler Forßmann beschrieb ihn als „fanatischen Monarchisten“ und „Nationalisten alldeutscher Prägung“, der sich in seiner Deutschtümelei zu geradezu lächerlicher Sprachklitterung verstieg. Dabei benannte er das Beispiel „Hauptkörperschlagaderlustseuchenerweiterung“, das Lubarsch für die Benennung eines durch die Syphilis entstandenen Aortenaneurysmas nutzte. Dieser Umgang mit der deutschen Sprache wurde auch in seinem Nachruf durch Robert Rössle betont und gelobt, der Lubarschs Arbeit für Virchows Archiv beschrieb: „Vor allem kommen darin seine aus einem heißen vaterländischen Gefühl entsprungenen Bestrebungen um eine saubere deutsche Sprache zum Ausdruck.“ Zugleich stellte Rössle jedoch auch dar, dass „sein Kampf gegen die Fremdwörter manchem Mitarbeiter an Virchows Archiv gelegentlich Unbehagen verursachte.“ Zudem zeichnete sich Lubarsch nach Forßmanns Worten trotz seiner jüdischen Abstammung durch eine ausgeprägte antisemitische Hetze und Unterstützung der „antisemitischen Ziele der nationalsozialistischen Bewegung“ aus. Kurt Tucholsky griff Lubarsch wegen seiner antisemitischen Ausfälle in dem 1927 veröffentlichten Gedicht Sektion an.

## Schriften (Auswahl)
- Ueber dem primären Krebs des Ileum nebst Bemerkungen über das gleichzeitige Vorkommen von Krebs und Tuberculose. Virchows Archiv für pathologische Anatomie 111, 1888; S. 280–317.
- Untersuchungen über die Ursachen der angeborenen und erworbenen Immunität (1896)
- Zur Lehre von den Geschwülsten und Infektionskrankheiten (1899)
- Pathologische Anatomie und Krebsforschung (1902)
- Zur Frage der Hochschulreform (1919)
- als Hrsg. mit Friedrich Henke: Handbuch der speziellen pathologischen Anatomie und Histologie. 12 Bände. Springer, Berlin 1924–1952.
- Allgemeine und spezielle pathologische Histologie der Strahlenwirkung (1928)
- Ein bewegtes Gelehrtenleben: Erinnerungen und Erlebnisse. Kämpfe und Gedanken. Springer, Berlin 1931 (Autobiografie).